# A Voyage to Arcturus
„A Voyage to Arcturus” este un roman scris de scriitorul scoțian David Lindsay, publicat pentru prima oară în 1920. Acest roman combină fantezia, filozofia și științifico-fantasticul într-o explorare a naturii binelui și răului și a relației lor cu existența. Lucrarea a fost descrisă de către criticul și filozoful Colin Wilson ca „cel mai mare roman al secolului al XX-lea” și a avut o mare influență asupra Trilogiei Spațiului de C. S. Lewis. De asemenea, Tolkien a spus că a citit cartea „cu aviditate” și a lăudat-o ca pe o lucrare de filosofie, religie și moralitate. La alegerea titlului (Arcturus), Lindsay posibil să fi fost influențat de lucrarea de non-ficțiune A Voyage to the Arctic in the Whaler Aurora din 1911 publicată de cineva cu nume identic, David Moore Lindsay.